# Silvio Rojas
Edmundo Silvio Rojas Aguilera (Porongo, 3 novembre 1959) è un ex calciatore boliviano, di ruolo attaccante.

## Biografia
È nato da Domingo Rojas e Emni Aguilera. Si è sposato con Rosario Roca, da cui ha avuto quattro figli; dopo il ritiro dal mondo del calcio ha intrapreso la carriera politica.

## Caratteristiche tecniche
Mancino, giocava come attaccante, coprendo la fascia sinistra. Dotato di un fisico minuto, i suoi punti di forza erano la velocità e l'abilità tecnica nel controllo della palla, che sfruttava per evitare gli avversari. Si segnalò come uno dei giocatori più prolifici della Bolivia, anche grazie alla potenza dei suoi tiri.

## Carriera

### Club
Rojas iniziò a giocare a calcio nell'apposita scuola della Asociación Cruceña de Fútbol, la federazione di Santa Cruz de la Sierra. Trasferitosi a Cochabamba, si unì all'Aurora, con cui disputò la preparazione pre-stagionale; tuttavia non giocò alcun incontro ufficiale con tale formazione. Nel 1977, in occasione della prima edizione del campionato professionistico, integrò i ranghi del Deportivo Bata. Dopo aver segnato 6 reti con la nuova maglia, passò al Blooming nel 1979. La compagine di Santa Cruz gli diede modo di giocare con continuità: Rojas divenne titolare nel reparto offensivo. Durante la sua militanza nel Blooming figurò spesso tra i migliori marcatori del campionato, con un primato di 21 gol nel campionato 1984. In quello stesso anno arrivò la vittoria in massima serie, che seguì i due secondi posti ottenuti nel 1982 e nel 1983. Nel 1987 lasciò il Blooming per il Real Santa Cruz, mentre nel 1989 giocò una stagione per il Destroyers. Dopo due esperienze a Oruro (San José) e a Cochabamba (Orcobol) chiuse la carriera nel 1993 con il Destroyers.

### Nazionale
Rojas giocò due edizioni del campionato sudamericano di calcio Under-20, 1977 e 1979. Nel 1983 fece il suo esordio in Nazionale maggiore. Nello stesso anno venne incluso nella lista per la Copa América. Debuttò nella competizione il 14 agosto all'Estadio Hernando Siles di La Paz, subentrando ad Aguilar nel corso della partita con la Colombia. Giocò poi da titolare con il Perù (21 agosto) e da subentrato nella gara di ritorno con la Colombia (31 agosto); in quest'ultima occasione segnò il gol del 2-2 all'80º minuto. Scese poi per l'ultima volta in campo a Lima contro il Perù. Quattro anni più tardi Rojas tornò tra i convocati per la Copa América, in programma in Argentina. Durante questo torneo, però, rimase inutilizzato.

## Palmarès

### Club

#### Competizioni nazionali
- Campionato boliviano: 1

Blooming: 1984